# Вира (приток Плайсе)
Вира (нем. Wyhra) — река в Германии, протекает по земле Саксония и Тюрингия. Общая длина реки 47 км, а площадь водосборного бассейна — 429 км². Среднегодовой расход воды в устье реки составляет 2,1 м³/с.
Впадает в Плайсе. Именованными притоками Вюры являются Ойла (нем. Eula), Бюршграбен (нем. Bürschgraben), Оссабах (нем. Ossabach), Шёмбах (нем. Schömbach), Лойбабах (нем. Leubabach), Фронсдорфер-Бах (нем. Frohnsdorfer Bach), Гёпферсдорфер-Бах (нем. Göpfersdorfer Bach) и Хермсбах (нем. Hermsbach).